# Unità di traduzione
L'unità di traduzione è il segmento di un testo, cioè una porzione del testo, che il traduttore vede come una singola unità con lo scopo di stabilire un'equivalenza tra il testo di partenza e quello di arrivo. L'unità di traduzione può essere formata da una singola parola, un sintagma, una o più frasi, o persino da un insieme di elementi ancora più ampio.
Quando il traduttore suddivide il testo in unità di traduzione, più le unità sono lunghe, più aumentano le possibilità di ottenere una traduzione idiomatica. Ciò vale non solo per i traduttori, ma anche nei casi in cui il traduttore utilizzi software di traduzione assistita, o CAT tools (computer-assisted translation tools), che contengono le memorie di traduzione, oppure anche quando queste traduzioni vengono effettuate da sistemi di traduzione automatica.

## Osservazioni sul concetto di unità
Vinay e Darbelnet, nel loro dibattito sulla singola parola come unità di traduzione, hanno ripreso la definizione di segno linguistico elaborata da Saussure, secondo il quale il segno è per sua natura arbitrario, e per questo il suo significato può derivare solo dal contrasto con altri segni del suo stesso sistema. Ciò nonostante, lo studioso russo Leonid Barkhudarov, limitandosi all'ambito della poesia, sostiene che l'unità di traduzione può assumere la forma di un testo completo. Ciò è legato al concetto di unità di traduzione inteso come l'unità più piccola della lingua d'origine che ha un equivalente in quella di arrivo, e le cui parti diventano intraducibili se prese singolarmente. Esse possono essere piccole come fonemi, morfemi o ampie come interi testi.
Susan Bassnett ha esteso l’osservazione di Barkhudarov sulla poesia applicandola alla prosa, aggiungendo che in questo tipo di traduzione il testo è l'unità primaria e considerando l'idea che la traduzione letterale possa causare la perdita di importanti caratteristiche strutturali.
Il linguista tedesco Werner Koller ha collegato l'idea di Barkhudarov sulle dimensioni delle unità di traduzione alle differenze tra le due lingue coinvolte, affermando che l'unità è più estesa quanto più le due lingue sono diverse e non imparentate fra loro. 
Un'ultima osservazione riguardante l'unità proviene dal linguista Eugene Nida, secondo il quale l'unità di traduzione tende ad essere composta da piccoli sintagmi che insieme danno origine a frasi, formando quindi quelli che lui definisce frammenti significativi di una lingua.
Zhu Chunshen ne fornisce una definizione come «il più piccolo segmento di un prototesto che può essere tradotto come entità di significato indipendente e integrata in relazione ad altri segmenti del testo».
Se in un testo si considera la relazione tra le unità di traduzione e le parole, si possono trovare unità semplici e unità diluite. Le prime corrispondono a una singola parola, ovvero, a ogni parola corrisponde una singola unità che può sostituirla senza alterare la struttura della frase: Peter plays the piano -  “Pietro suona il piano”. Le ultime invece corrispondono a diverse parole che insieme formano una unità lessicologica, in quanto il gruppo di parole nel suo insieme esprime un'unica idea: I would rather – “preferirei”, peut-être – “forse”.

## Approcci alle unità di traduzione

### Approccio orientato al processo
Secondo questo approccio, un'unità di traduzione è una parte di testo su cui si concentra l'attenzione al fine di rappresentarla interamente nella lingua di arrivo.
In questa prospettiva, è possibile considerare il metodo think-aloud protocol sostenuto dal linguista tedesco Wolfgang Lörscher, nel quale viene chiesto al traduttore di registrare e descrivere a parole ciò che avviene nella propria mente durante il processo traduttivo. Questo concetto ha a che vedere anche con l'esperienza del traduttore in questione: le persone che stanno imparando una lingua considerano una parola come un'unità di traduzione, mentre i traduttori esperti isolano e traducono unità di significato come sintagmi, proposizioni o frasi.

### Approccio orientato al prodotto
Secondo quest'altro approccio, un'unità del testo di arrivo può essere collegata ad un'unità equivalente del testo di partenza.
Il linguista israeliano Gideon Toury ha riportato un caso di studio in cui 27 traduzioni prodotte da studenti dall'inglese all'ebraico sono state associate ad un testo di partenza. È stato notato come gli studenti con minor esperienza riportassero nelle loro traduzioni un maggior numero di unità a livello di parole e morfemi, mentre gli studenti con maggiore esperienza presentassero circa la metà di queste unità, in prevalenza a livello di sintagmi o proposizioni.